# 魯日達羅拉峰
46°03′19″N 7°26′02″E / 46.05528°N 7.43389°E

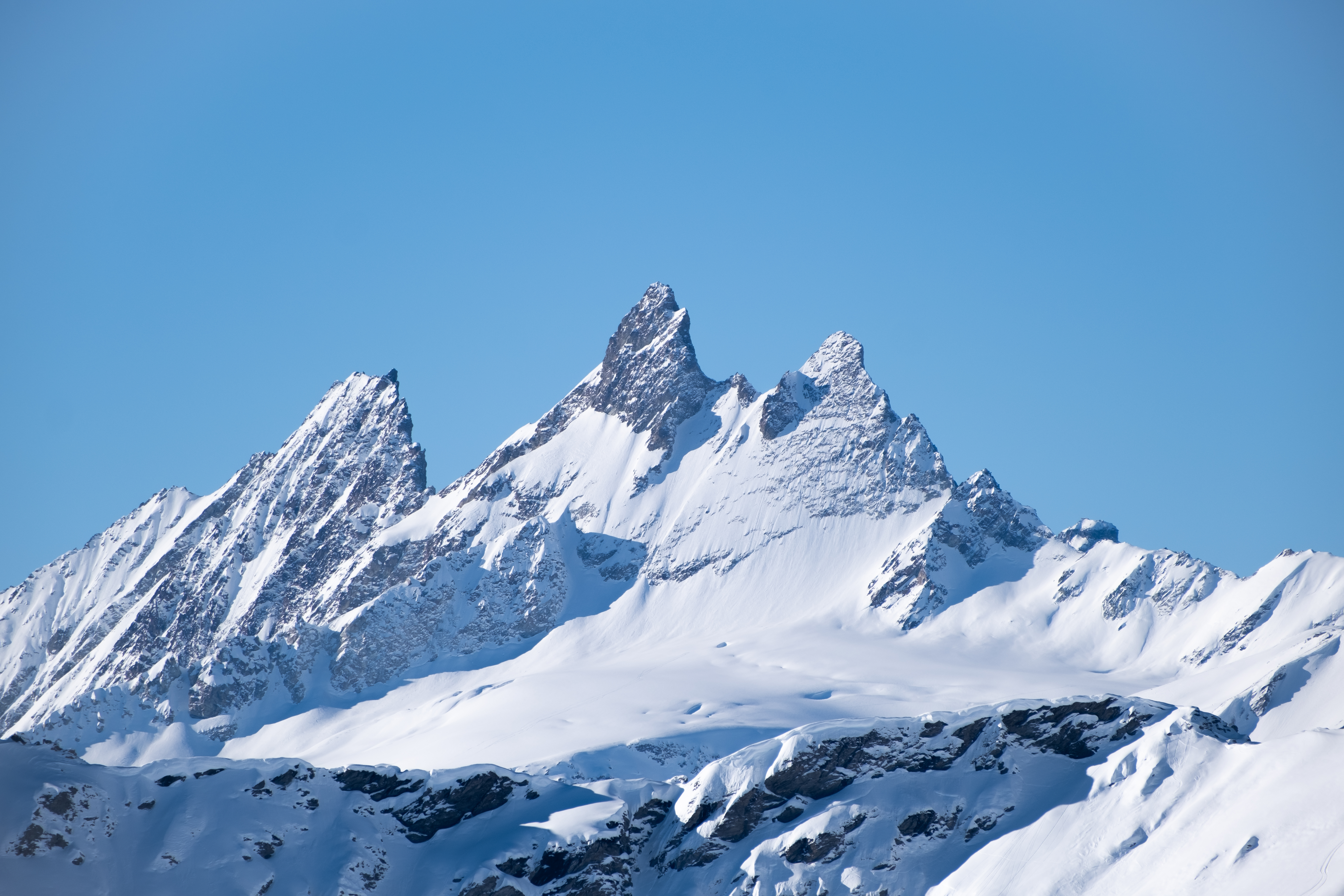

魯日達羅拉峰（Aiguilles Rouges d’Arolla），是瑞士的山峰，位於該國西南部，由瓦萊州負責管轄，屬於本寧阿爾卑斯山脈的一部分，海拔高度3,646米，每年平均降雨量1,395毫米。